# Walfridus
Walfridus of Wolfryt was een inwoner van Bedum in de provincie Groningen die leefde in de 10e en mogelijk de 11e eeuw. Volgens zijn vita bracht Walfridus het christendom naar Bedum en zorgde hij voor een rechtssysteem. Ook maakte hij een begin met de verzwaring van de Wolddijk, de waterkering rondom Bedum. De oudste kerk in Bedum is naar hem vernoemd. De stichting van deze Walfriduskerk is verbonden met de herbegraving van Walfridus tussen 1025 en 1050.
Hij zou samen met zijn zoon Radfridus tijdens een inval van de Noormannen zijn vermoord. Het lijk van Walfridus moest door zijn familie worden vrijgekocht om te worden begraven, terwijl het lichaam van Radfridus in de omgeving van Bedum teruggevonden werd. Op de plaats van hun graven werd een kapel opgericht en beiden werden als martelaars vereerd. Op een terrein aan Kapelstraat 2 in Bedum zijn de resten van een Walfriduskapel uit omstreeks 1200 gevonden. Een andere bron noemt een Radfriduskapel aan de Kapelstraat, waarvan resten in 1934 blootgelegd zijn. Het is niet helemaal duidelijk of dezelfde kapel bedoeld wordt.
De legende verhaalt van allerlei wonderen die zich boven het graf van Walfridus voltrekken.
Bedum werd door deze bedevaartsplaats een van de grootste pelgrimsoorden van Noord-Nederland.
Walfridus zou dagelijks met zijn zoon een voettocht naar naar de Sint Maartenskerk in de stad Groningen hebben gemaakt. Omdat de Hunze daarbij moest worden overgestoken bouwde hij, ter hoogte van het latere Noorderhoogebrug, een brug over deze rivier: de Walfridusbrug. Deze brug lag in het verlengde van de weg langs de Kleisloot die ook wel Walfridusweg is genoemd (later Bedumerweg).
De naam Walfridusbrug werd in 2003 gegeven aan de in dat jaar door Victor Buyck Steel Construction uit Eeklo gebouwde spoorbrug over het Van Starkenborghkanaal in de lijn Groningen Noord - Sauwerd.

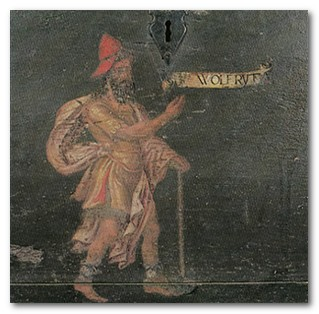
Eind-16e-, begin-17e-eeuwse tekening van Walfridus op de Walfriduskist. Deze herbergde in de 18e en 19e eeuw het archief van de kerkvoogdij van de Bedumse Walfriduskerk. Eind 19e eeuw overgebracht naar het Groninger Museum, in 1997 weer in de kerk geplaatst.
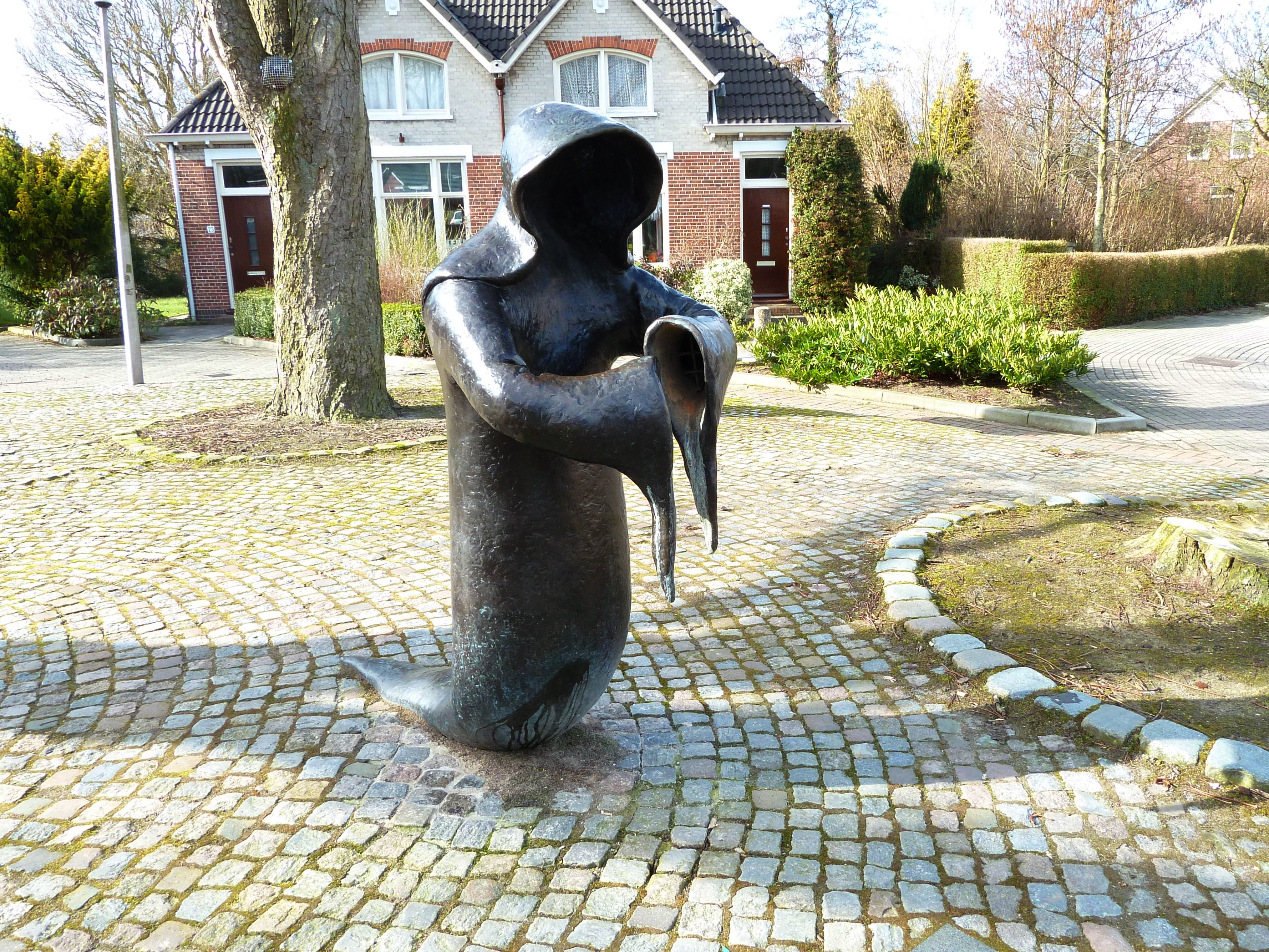
Beeld van Walfridus aan de Walfriduslaan in Bedum. Iris Le Rütte, brons, 1,60 m hoog, 1998
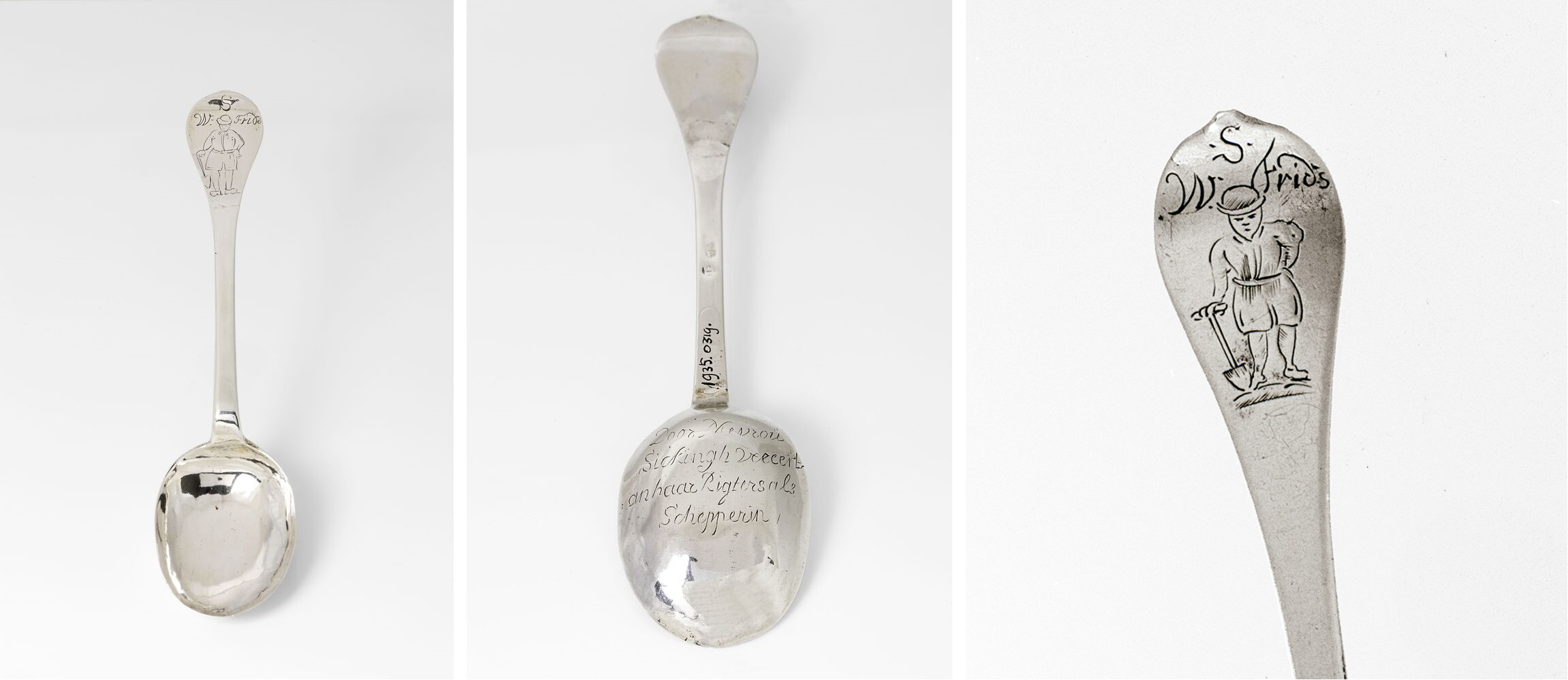
Walfridus op de steel van een zilveren lepel gegraveerd (ca. 1717). Thecla Elisabeth van Berum, schepperin van Innersdijk en weduwe van jr. Feijo Johan Sickinghe, schonk deze lepel aan haar zijlrechters.